# 圣达勉堂

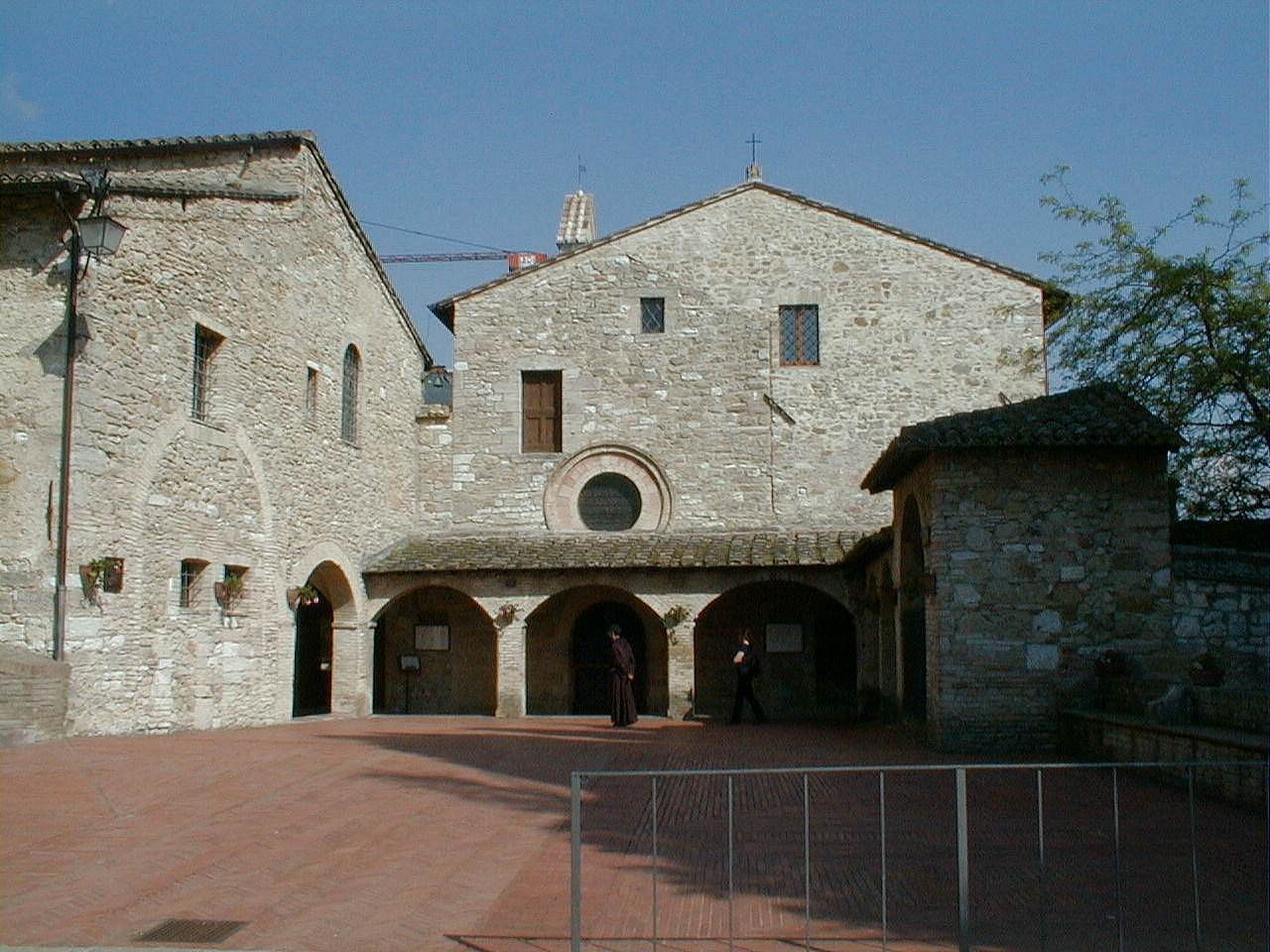
圣达勉堂

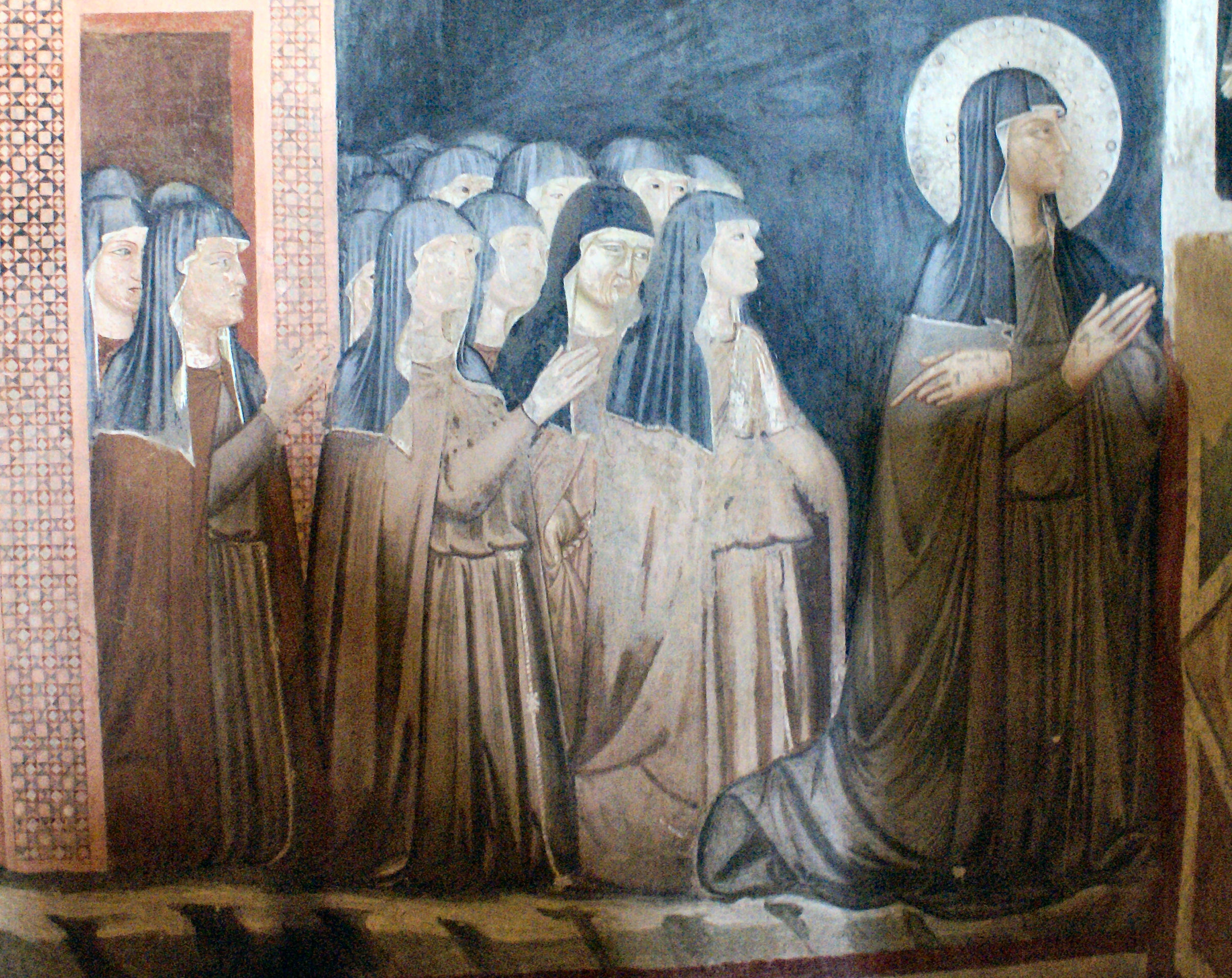
圣嘉勒壁画

圣达勉堂（San Damiano）是意大利阿西西城外的一个教堂，建于12世纪。这是贫穷修女会的第一个修道院，由圣嘉勒创建。
传说在1205年，圣方济各在圣达勉堂曾见到耶稣在十字架上对他说话，要他恢复教会。这尊圣达勉堂苦像现在放在阿西西的圣嘉勒圣殿。